# Dope Games
Dope Games è un singolo del produttore italiano The Night Skinny, realizzato con la partecipazione del rapper Noyz Narcos e pubblicato l'11 maggio 2017 sotto l'etichetta Universal.

## Descrizione
Dope Games viene realizzato come la seconda risposta di Noyz Narcos all'interno del dissing che lo ha visto coinvolto con il rapper veronese Jamil, il quale aveva avviato la disputa attraverso il brano, volutamente provocatorio, Noyz Diss: in particolare, Dope Games è la risposta al brano Mike Tyson, realizzato da Jamil come ribattuta a Lobo.
Il singolo è stato successivamente incorporato in Pezzi, album in studio di Night Skinny.

## Tracce
1. Dope Games – 3:10 (testo: Emanuele Frasca – musica: Luca Pace)